# UDP-2,3-diacilglukozaminska difosfataza
UDP-2,3-diacilglukozaminska difosfataza (EC 3.6.1.54, UDP-2,3-diacilglukozamin hidrolaza, UDP-2,3-diacilglukozamin pirofosfataza, ybbF (gen), lpxH (gen)) je enzim sa sistematskim imenom UDP-2,3-bis((3R)-3-hidroksimiristoil)-alfa-D-glukozamin 2,3-bis((3R)-3-hidroksimiristoil)-beta-D-glukozaminil 1-fosfat fosfohidrolaza. Ovaj enzim katalizuje sledeću hemijsku reakciju
UDP-2,3-bis[(3R)-3-hidroksimiristoil]-alfa--glukozamin + H2O {\displaystyle \rightleftharpoons } 2,3-bis[(3R)-3-hidroksimiristoil]-beta--glukozaminil 1-fosfat + UMP
Ovaj enzim katalizuje jedan od koraka biosinteze lipida A.

## Literatura
- Nicholas C. Price; Lewis Stevens (1999). Fundamentals of Enzymology: The Cell and Molecular Biology of Catalytic Proteins (Third изд.). USA: Oxford University Press. ISBN 019850229X.
- Eric J. Toone (2006). Advances in Enzymology and Related Areas of Molecular Biology, Protein Evolution (Volume 75 изд.). Wiley-Interscience. ISBN 0471205036.
- Branden C; Tooze J. Introduction to Protein Structure. New York, NY: Garland Publishing. ISBN 0-8153-2305-0.
- Irwin H. Segel. Enzyme Kinetics: Behavior and Analysis of Rapid Equilibrium and Steady-State Enzyme Systems (Book 44 изд.). Wiley Classics Library. ISBN 0471303097.
- William P. Jencks (1987). Catalysis in Chemistry and Enzymology. Dover Publications. ISBN 0486654605.

## Spoljašnje veze
- UDP-2,3-diacylglucosamine+diphosphatase на 